# Адміністративний устрій Миколаївської області
Адміністративний поділ Миколаївської області: 19 адміністративних районів, 9 міст, у тому числі 5 — обласного підпорядкування, 17 селищ міського типу, 821 сільських населених пунктів. Найбільші міста: Миколаїв, Первомайськ, Південноукраїнськ, Вознесенськ. Адміністративний центр — місто Миколаїв.
Миколаївська область була утворена 22 вересня 1937 року. Її площа становить 24,5 тис. км². Чисельність населення — 1 млн. 262 тис. осіб, в тому числі міського населення — 835 тис. осіб, сільського — 427,8 тис. осіб. Щільність населення — 51,3 чол. на км².

## Історія
22 вересня 1937 р. ЦВК СРСР прийняв постанову про розукрупнення Харківської, Київської, Вінницької й Одеської областей. Одеська область була поділена на Одеську і Миколаївську.
До складу Миколаївської області увійшли три міста обласного підпорядкування — Миколаїв, Херсон і Кірово (тепер Кропивницький), а також 38 районів, у тому числі 29 районів зі складу Одеської області і 9 — зі складу Дніпропетровської.
Після створення 10 січня 1939 р. Кіровоградської області, до неї з Миколаївської області відійшли місто Кіровоград і 13 районів.
1938 року надано статус міста 5 населеним пунктам: Очаків, Берислав, Бобринець, Каховка і Знам'янка 1.
У 1938 р. створені Кіровський (з Кіровської міськради + 1 сільрада Єлизаветградківського р-ну), Миколаївський (з Миколаївської міськради), Херсонський райони (з Херсонської міськради, з центром у с. Нікольському)
 
8 січня 1939 року утворено Білозерський район;
26 березня 1939 року ліквідований район ім. Фрица Геккерта;
17 травня Хорлівский район переймеований на Каланчацький район.;

3 липня 1939 включено до складу Снігурівського р-ну Миколаївської обл. — Куйбишевську, Молотовську і Ерштмайську сільради Калініндорфського р-ну;
26 серпня перепідпорядковано с. Зелений Гай Оріандівської с/р Березнегуватського р-ну — до Ленінської с/р Калініндорфського р-ну;

28 серпня 1939 с. Петрівське Натальїнської с/р Великоолександрівського р-ну передано до Орлівської с/р Володимирівського р-ну
с. Благодатне і Софіївка (нині зникле) з Орловської с/р Володимирівського р-ну — до Натальїнської с/р Велико-Олександрівського р-ну;
9 вересня перечислено лікарню з Чорнобаївської с/р Білозерського району — до Херсонської міськради;

5 липня 1940 р. центр Хесонського р-ну перенесений з с. Нікольське до м. Херсон.
В період німецької окупації територія Миколаївської області в її нинішніх межах була поділена між Німеччиною і Румунією. Західні райони були включені у Голтянський та Очаківський повіти румунського губернаторства Трансністрії, а райони, розташовані до сходу від річки Південний Буг, увійшли до генеральних округ «Миколаїв» і «Таврія».
30 березня 1944 р. була створена Херсонська область, у зв'язку з чим зі складу Миколаївської області відійшли місто Херсон і 13 районів. Тоді ж зі складу Одеської області до Миколаївської області були передані 5 районів.
08.08.1945 утворено Широколанівський район (розукрупненням Варварівського та Тилігуло-Березанського р-нів).
7 червня 1946 була перейменована значна кількість сіл, сільрад тощо.
17 лютого 1954 р. до складу Миколаївської області ввійшли ще 5 районів з Одеської області. З тих пір мінялися кордони районів в межах Миколаївської області, зникали одні райони, утворювалися інші.
07.06.1957 скасовано Широколанівський район. У 1959 р. ліквідовані 4 райони.
У 1962 р. після укрупнення сільських районів залишилось 9 районів (таким чином скасовувались 10 районів: Арбузинський, Тилігуло-Березанський, Березнегуватський, (Велико-)Врадіївський, Веселинівський, Єланецький, Жовтневий, Казанківський, Кривоозерський та Очаківський). У 1965 р. деякі з них були відновлені до 16. У грудні 1966 р. відновилось ще 3 райони: Арбузинський, Березанський та Врадіївський.
3 березня 1988 р. Білоусівська сільська рада з центром в селі Білоусове з Миколаївської області передана до складу Великоолександрівського району Херсонської області.
17 липня 2020 р. Було створено чотири райони: Баштанський, Вознесенський, Миколаївський та Первомайський райони.

## Таблиці адміністративних одиниць до 2020 року

### Райони
| №  | Назва             | Герб | Населення, тис. жит. | Територія, км² | Густота, чол./км² | Адміністративний центр | Карта |
| -- | ----------------- | ---- | -------------------- | -------------- | ----------------- | ---------------------- | ----- |
| 1  | Арбузинський      |      | 20,7                 | 969            | 21.6              | Арбузинка              |       |
| 2  | Баштанський       |      | 38,4                 | 1 706          | 22.6              | Баштанка               |       |
| 3  | Березанський      |      | 23,8                 | 1 378          | 17.3              | Березанка              |       |
| 4  | Березнегуватський |      | 20,8                 | 1 263          | 16.7              | Березнегувате          |       |
| 5  | Братський         |      | 18,4                 | 1 100          | 16.9              | Братське               |       |
| 6  | Веселинівський    |      | 23,7                 | 1 200          | 20                | Веселинове             |       |
| 7  | Вітовський        |      | 51,2                 | 1 460          | 35.2              | Миколаїв               |       |
| 8  | Вознесенський     |      | 31,3                 | 1 391          | 22.6              | Вознесенськ            |       |
| 9  | Врадіївський      |      | 18,061               | 811            | 22.5              | Врадіївка              |       |
| 10 | Доманівський      |      | 25,9                 | 1 458          | 17.9              | Доманівка              |       |
| 11 | Єланецький        |      | 15,8                 | 1 017          | 15.7              | Єланець                |       |
| 12 | Казанківський     |      | 20,3                 | 1 349          | 15.2              | Казанка                |       |
| 13 | Кривоозерський    |      | 25,3                 | 814            | 31.4              | Криве Озеро            |       |
| 14 | Миколаївський     |      | 31                   | 1 429          | 21.8              | Миколаїв               |       |
| 15 | Новобузький       |      | 31,5                 | 1 243          | 25.5              | Новий Буг              |       |
| 16 | Новоодеський      |      | 34,3                 | 1 428          | 24.1              | Нова Одеса             |       |
| 17 | Очаківський       |      | 15,7                 | 1 490          | 10.6              | Очаків                 |       |
| 18 | Первомайський     |      | 31,2                 | 1 319          | 23.8              | Первомайськ            |       |
| 19 | Снігурівський     |      | 41,4                 | 1 395          | 30                | Снігурівка             |       |

### Міста обласного значення
| № | Назва             | Герб | Населення | Площа, км² | Мапа | Склад |
| - | ----------------- | ---- | --------- | ---------- | ---- | ----- |
| 1 | Вознесенськ       |      | 36,5      | 22.56      |      |       |
| 2 | Миколаїв          |      | 495 873   | 260        |      |       |
| 3 | Очаків            |      | 14 612    | 12,49      |      |       |
| 4 | Первомайськ       |      | 66 647    | 25.14      |      |       |
| 5 | Південноукраїнськ |      | 40 573    | 24,38      |      |       |

### Міста районного значення
| № | Назва      | Герб | Населення | Площа, км² | Мапа | Склад |
| - | ---------- | ---- | --------- | ---------- | ---- | ----- |
| 1 | Баштанка   |      | 12 696    | 7.14       |      |       |
| 2 | Нова Одеса |      | 12 410    | 20.65      |      |       |
| 3 | Новий Буг  |      | 15 686    | 12         |      |       |
| 4 | Снігурівка |      | 13 454    | 7.58       |      |       |

## Галерея

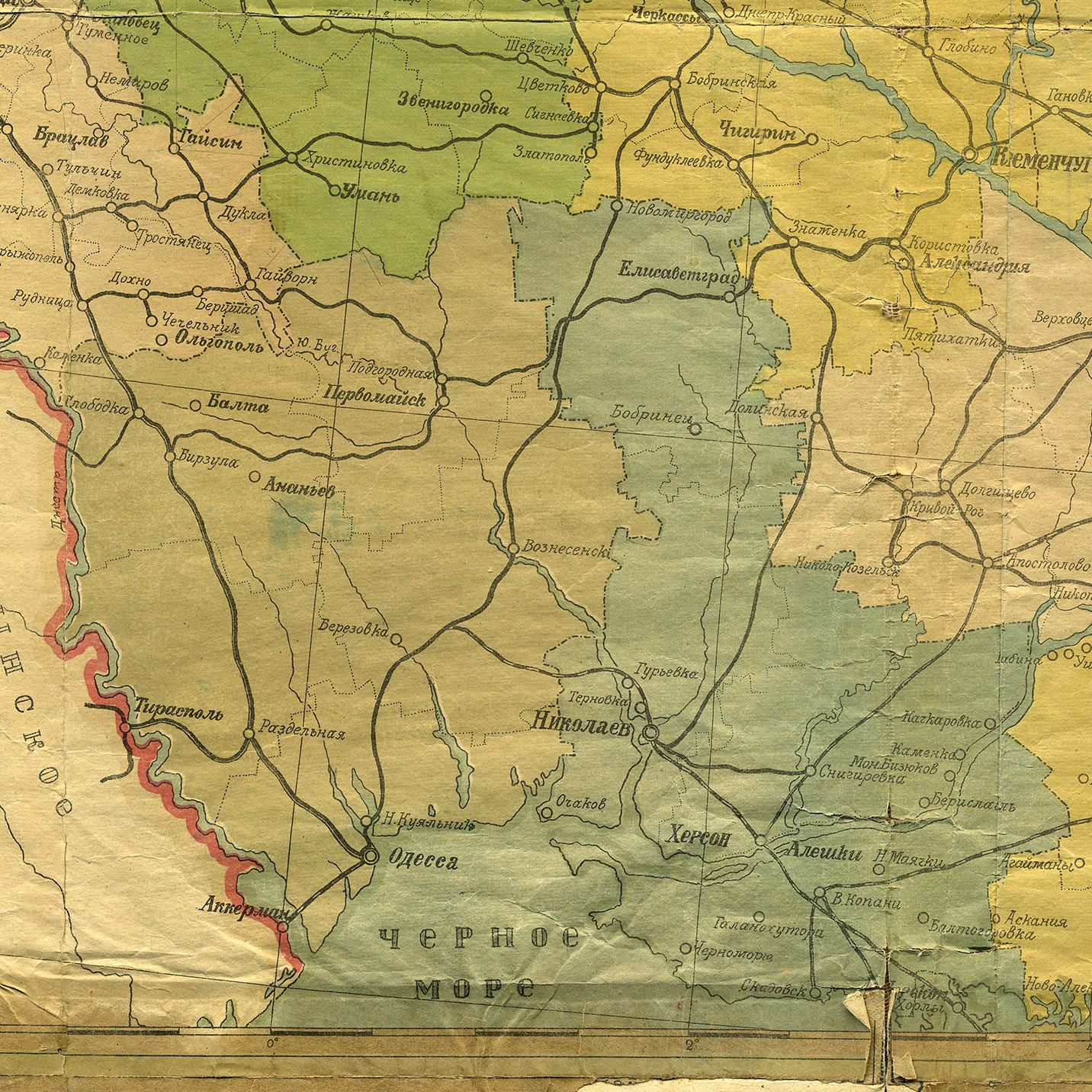
Карта Одеської та Миколаївської губерній, 1921
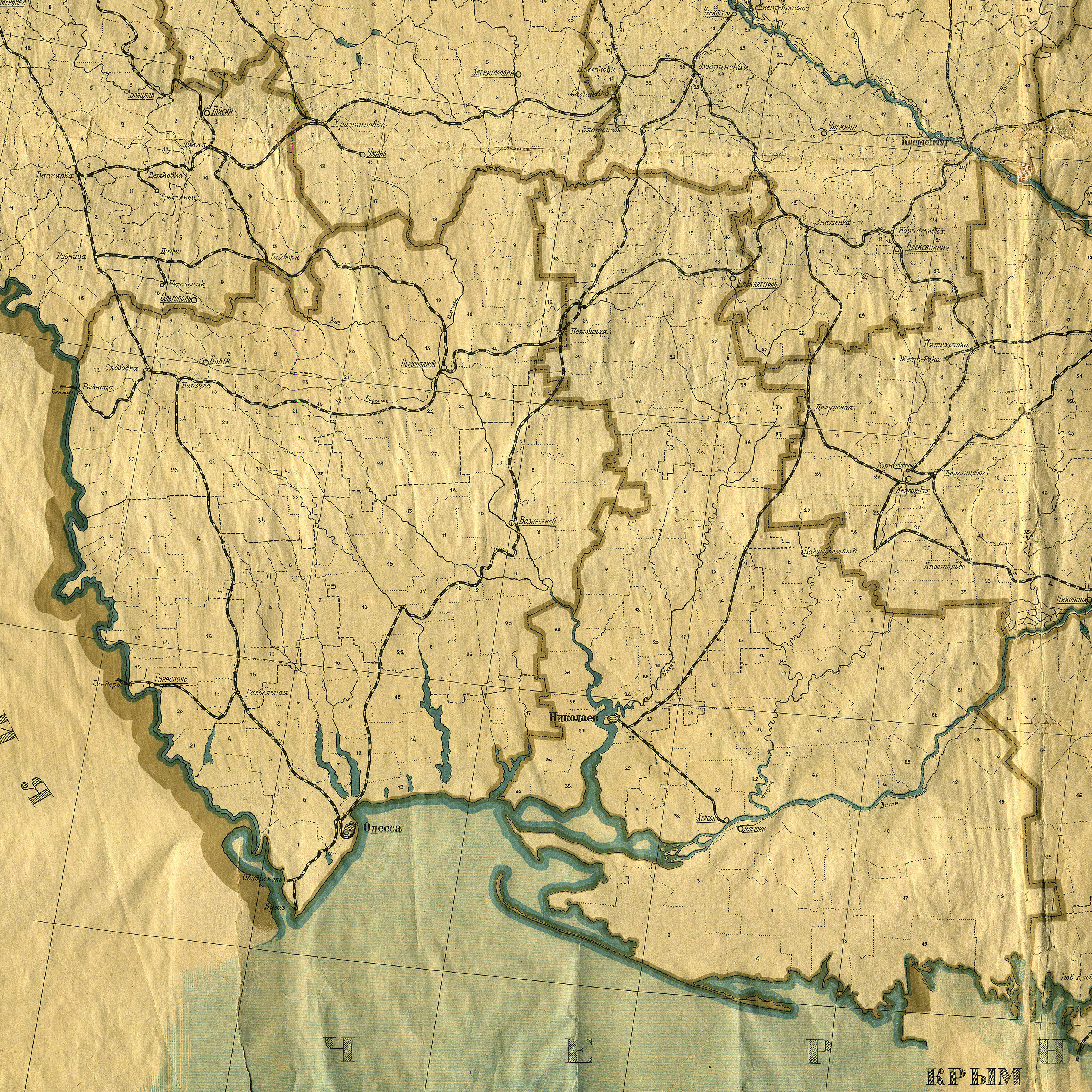
Карта Одеської та Миколаївської губерній, 1921
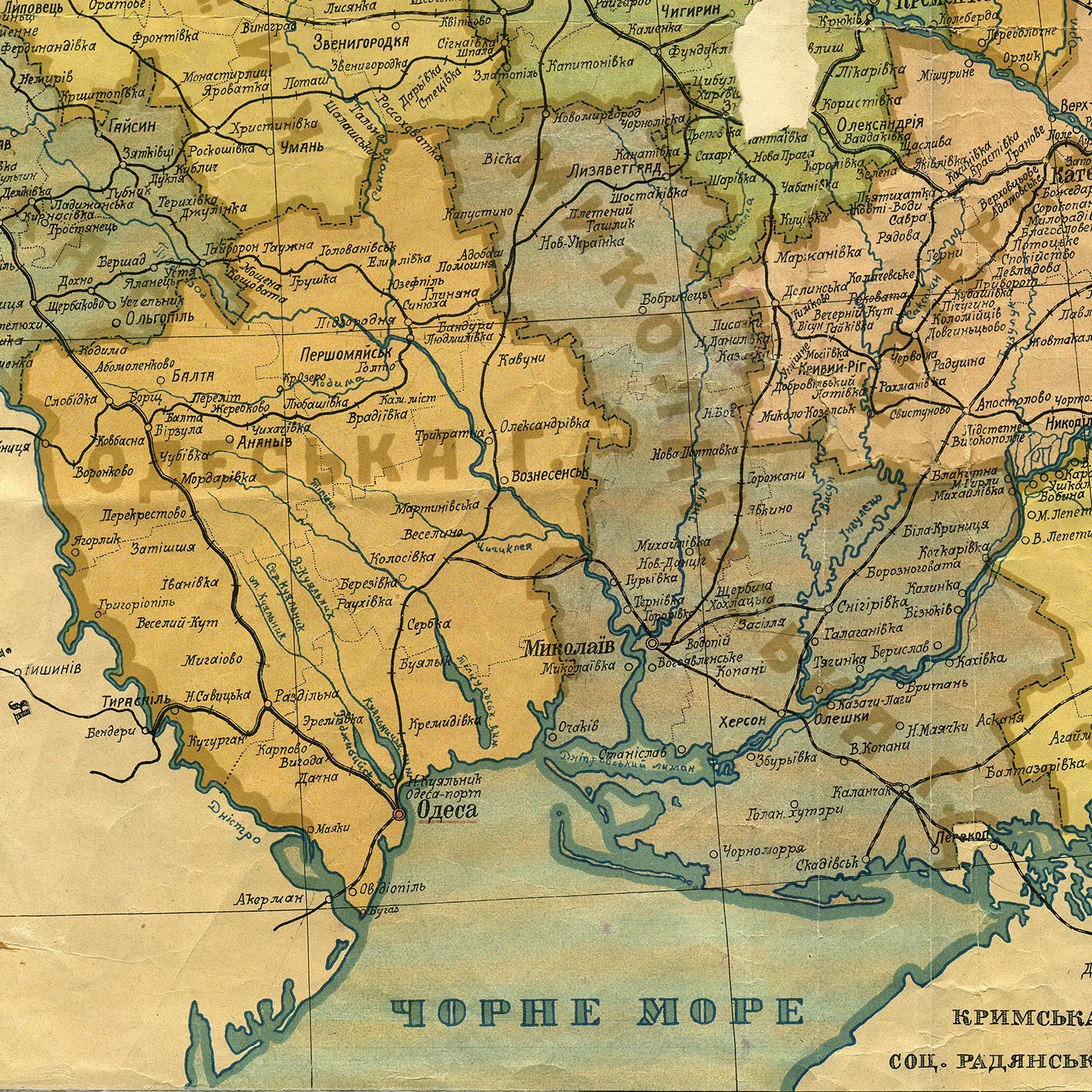
Карта Одеської та Миколаївської губерній, 1922
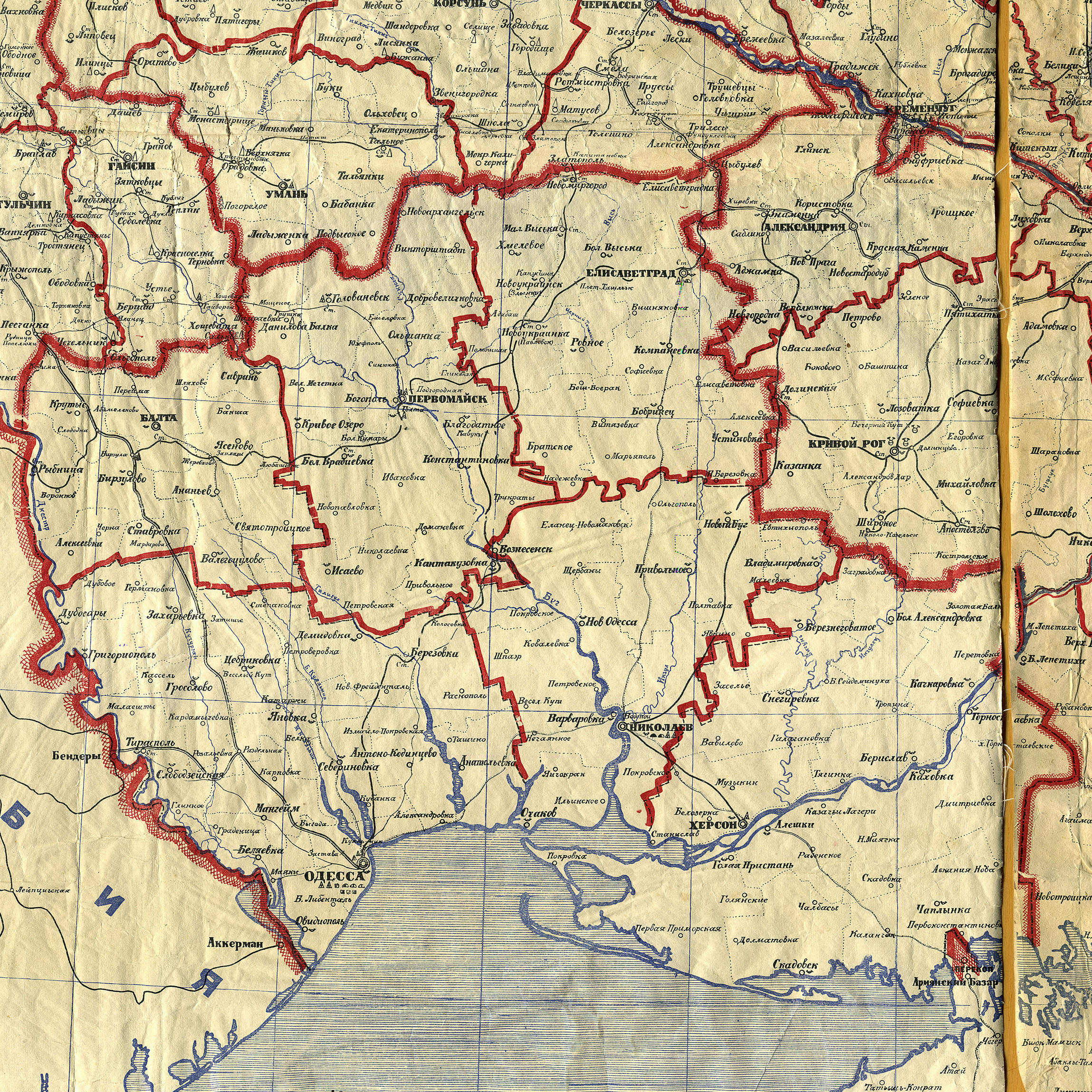
Карта Одеської губернії, 1923
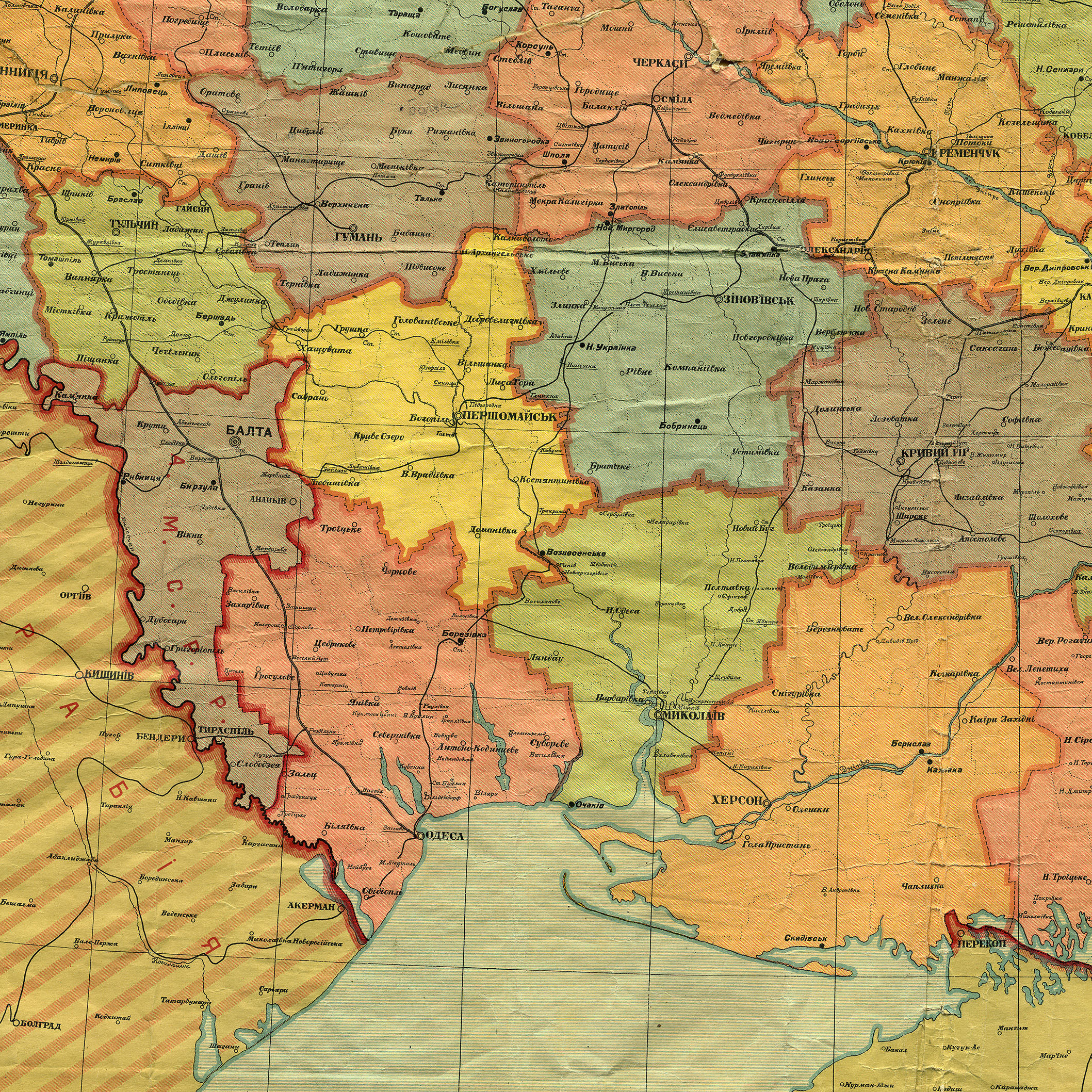
Територія колишньої Одеської губернії на карті Української СРР, адміністративний поділ від 12 квітня 1925
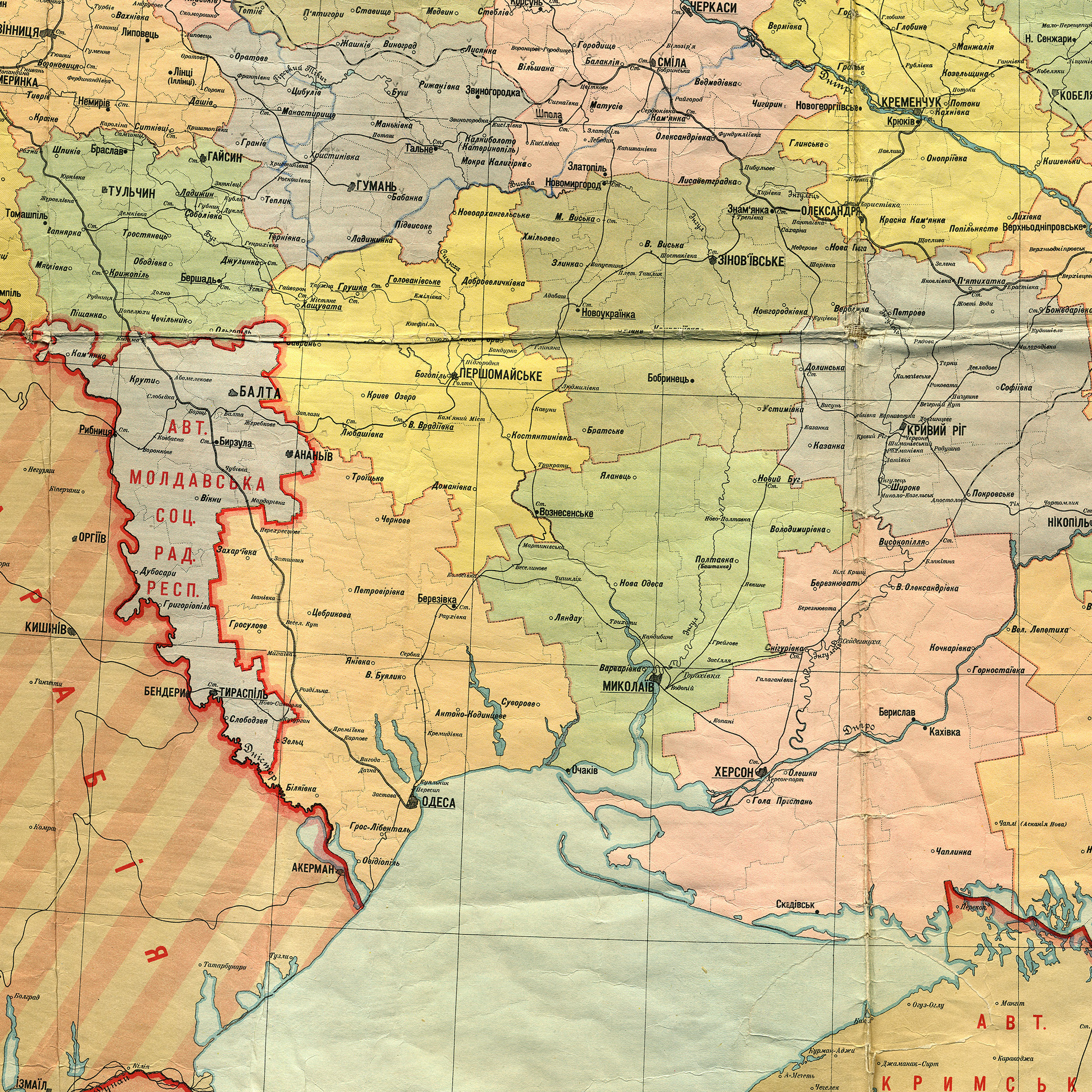
Територія колишньої Одеської губернії на карті Української СРР, адміністративні межі станом на 1 березня 1927
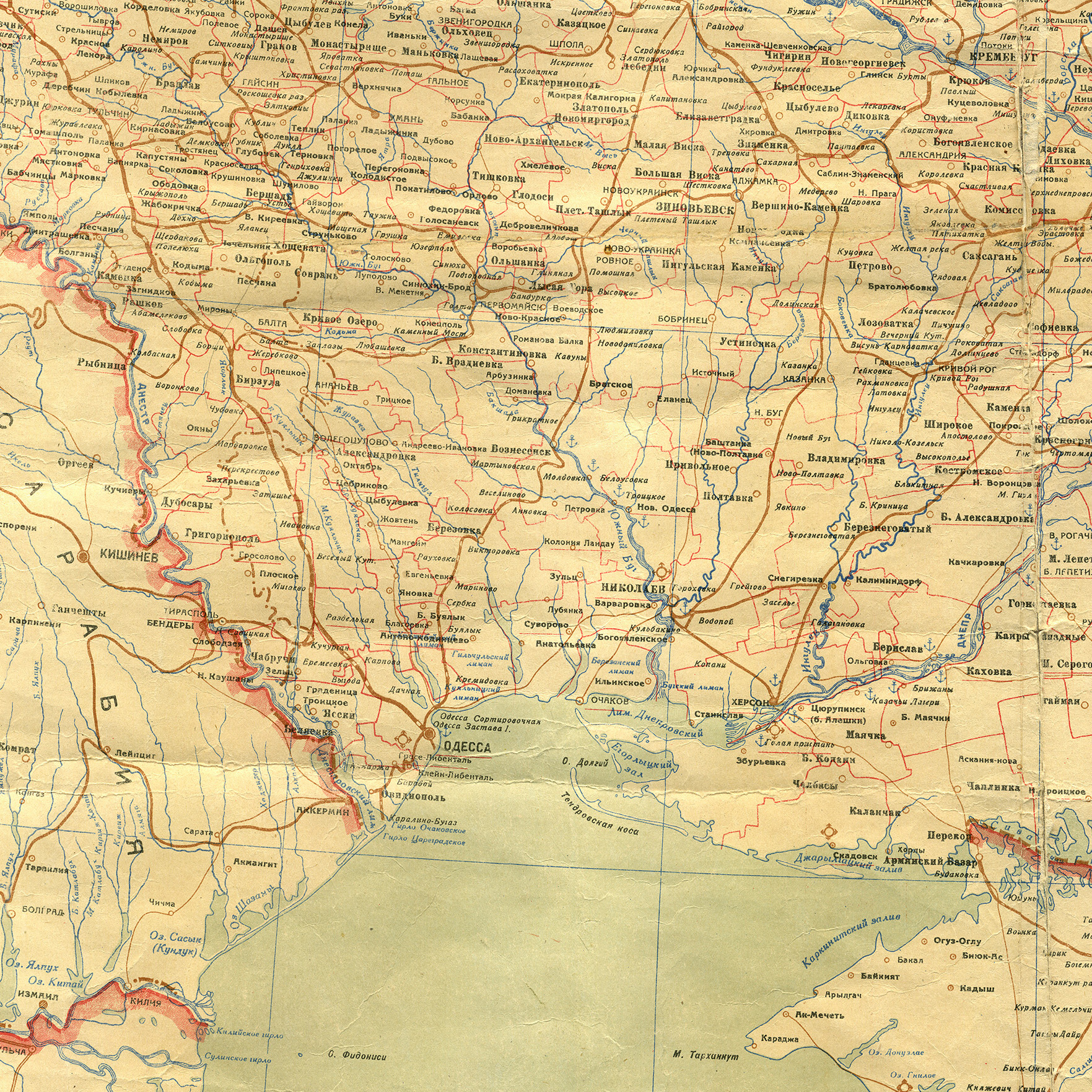
Територія майбутньої Одеської області, адміністративні межі станом на 1 січня 1932
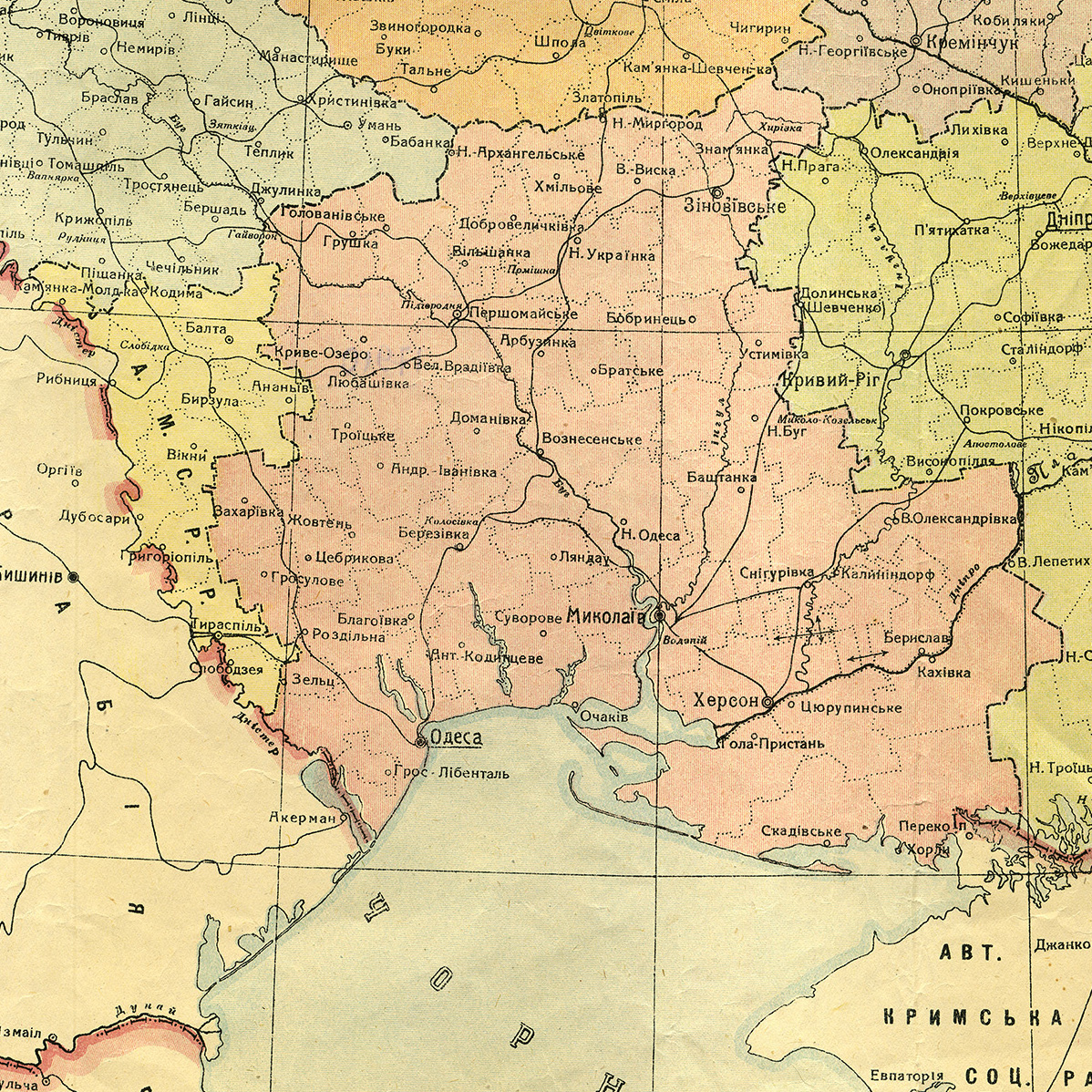
Карта Одеської області, адміністративні межі станом на 20 березня 1932
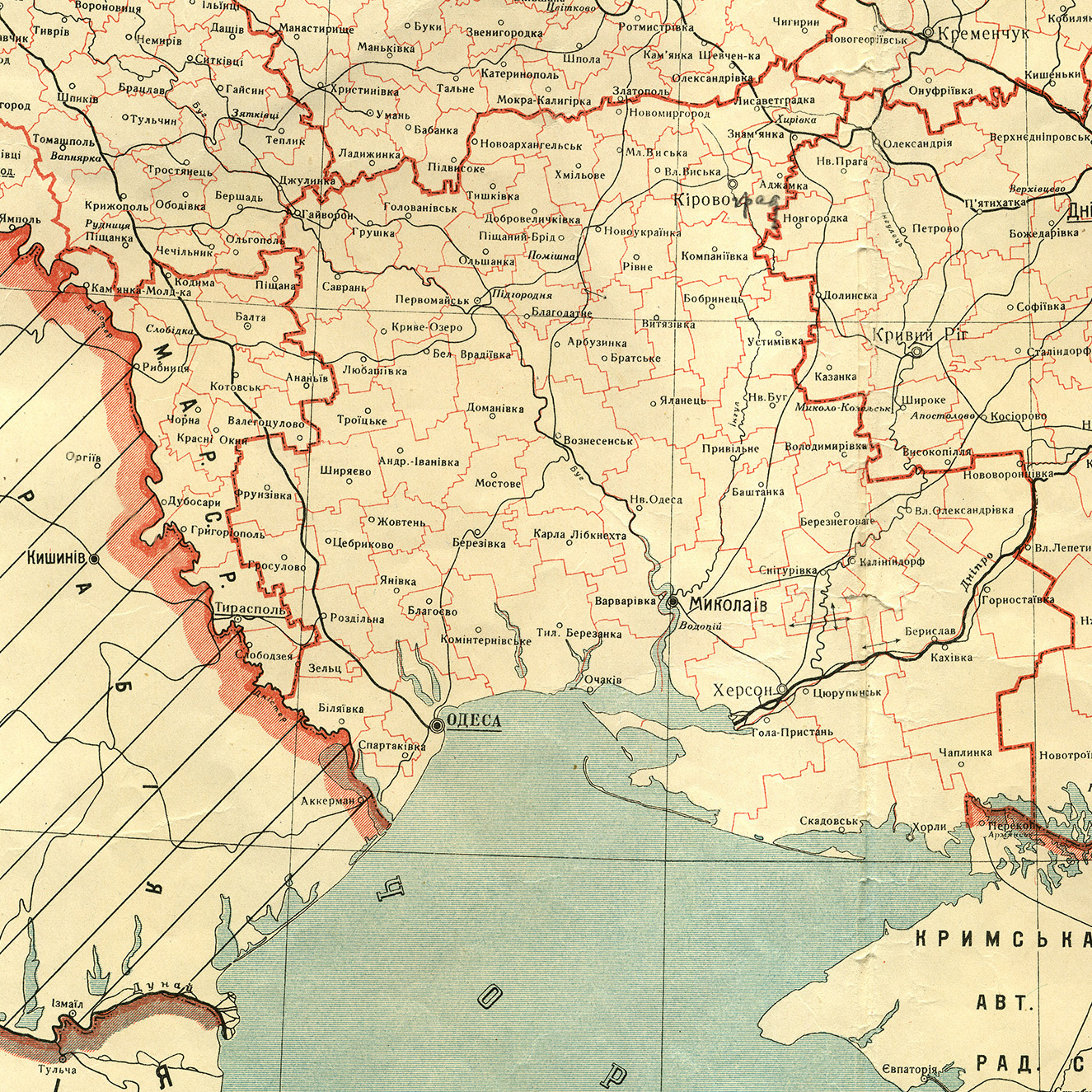
Карта Одеської області, адміністративні межі станом на 15 січня 1937
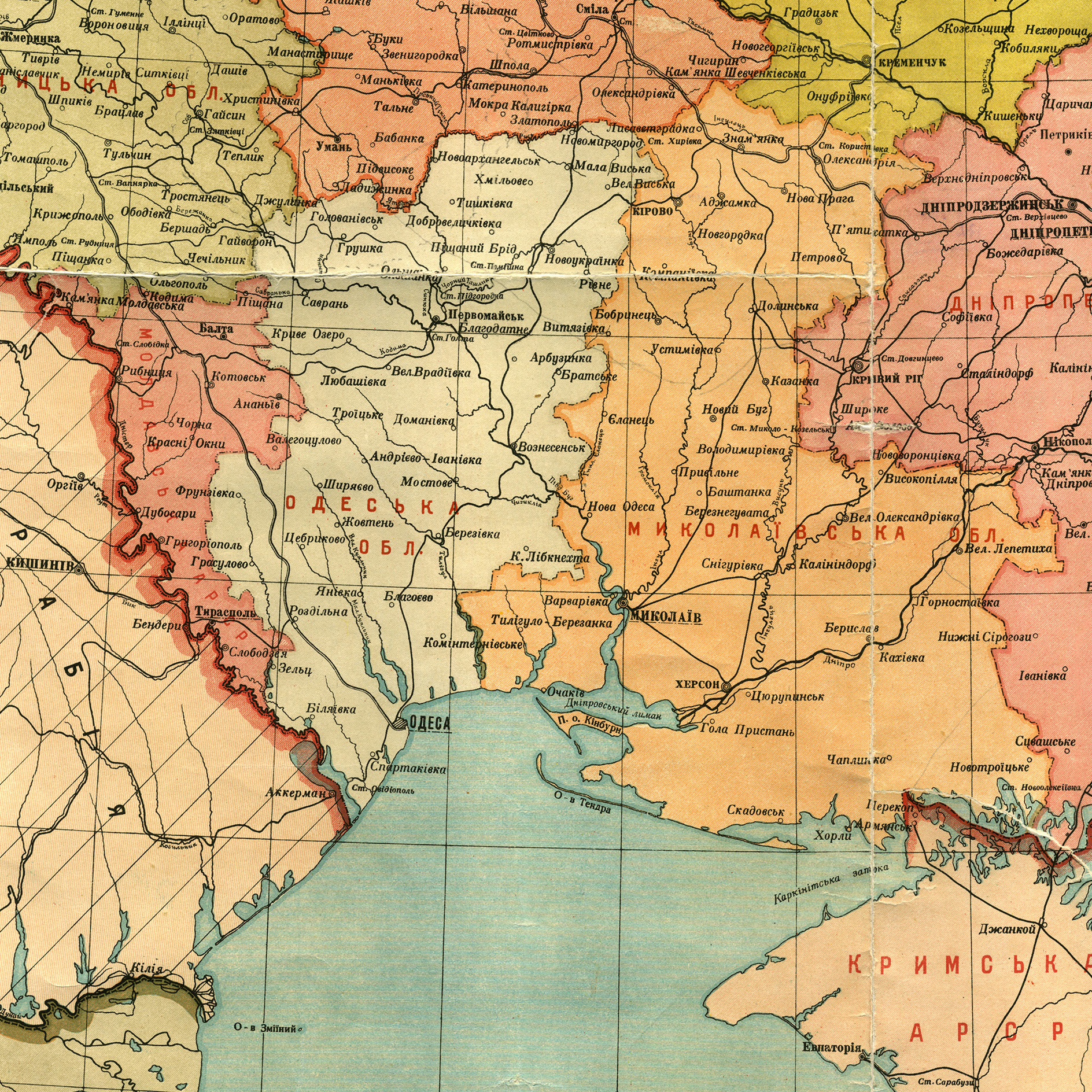
Карта Миколаївської області, 1938
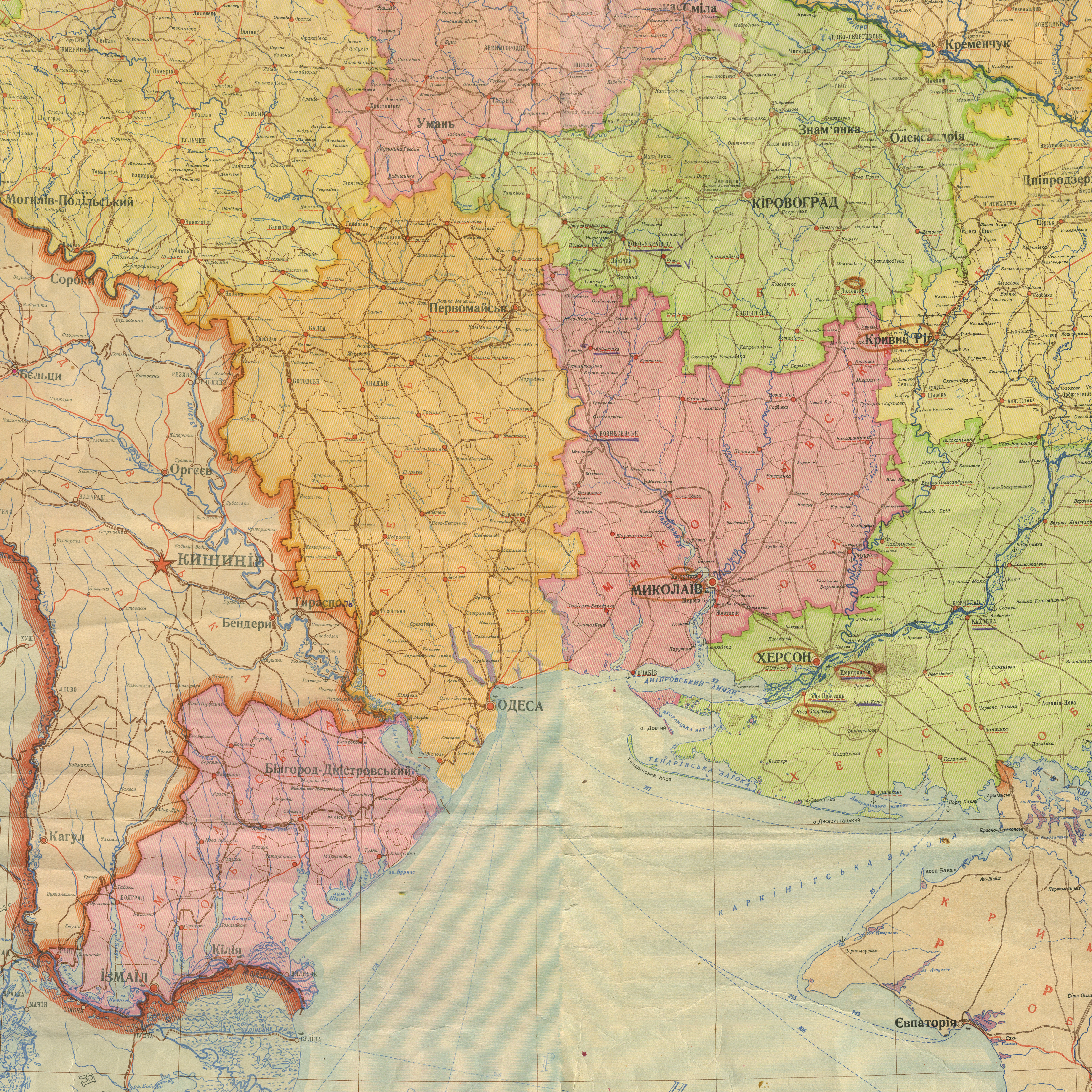
Карта Миколаївської області, адміністративні межі станом на 1 листопада 1947